# Peromyscus bullatus
Peromyscus bullatus — вид гризунів роду Peromyscus родини хомя'кових (Cricetidae), ендемік Мексики.

## Опис
Peromyscus bullatus розміром з невеликого щура, з загальною довжиною свого тіла від 18 до 22 см, враховуючий волохатий 9-12 см хвіст, який зазвичай довший за тіло тварини. Її хутро рудувато-охристого кольору та кремово-біле на животі. Середина спини темніша, ніж у інших представників роду, а боки голови сірі. Однак, найбільше її виділяє від інших мишей роду Peromyscus той факт, що її вуха більше ніж їх задні лапи щонайменше на 2 мм, та мають у скроневій кістці слухові булли (опуклості). Ці особливості можуть бути пов'язані з загостреним почуттям слуху, завдяки чому миша швидко виявляє хижаків.

## Поширення
Вид зустрічається тільки в області басейну Орісаби у Мексиці, у тому числі в західній частині штату Веракрус, центральній Пуебла та на крайньому сході Тласкала. Це відносно невеликий регіон між 2250 та 2500 над рівнем моря поблизу міста Пероте, на честь якого і був названий вид. Тут переважає лучна і суха чагарникова рослинність, з деякими ділянками хвойного лісу. В усьому регіоні миша віддає перевагу ділянкам з піщаним ґрунтом зі зростаючими ялівцями або деревами Юки. Набагливі  вимоги до середовища існування цих мишей, їх обмежене розповсюдження і скорочення чисельності вносять свій внесок до їх критичного стану.